# Alvaro Verwey
Alvaro Verwey (født 12. januar 1999) er en surinamsk fodboldspiller, som tidligere har været på kontrakt i den danske 1. divisionsklub Vejle Boldklub.